# 朱周業
朱周業（？—？），字心印，號溯源，山東济南府阳信县人，明朝政治人物。

## 生平
萬曆二十二年（1594年）甲午科山东乡试举人，二十九年（1601年）辛丑科進士，除工部主事，改刑部主事，三十一年录囚关内，晉户部郎中，三十七年六月升河南右參議。

## 著作
著有《糊庵诗草》。